# カモノハシ亜目
カモノハシ亜目とは哺乳綱原獣亜綱の亜目の1つ。3つの科が属しているが完新世にはカモノハシ科以外はすべて絶滅している。

## 属する科
†は絶滅
- カモノハシ科 - Ornithorhynchidae
- †コリコドン科 - Kollikodontidae
- †ステロポドン科 - Steropodontidae